# Bernd Lucke
Bernd Lucke (Berlino, 19 agosto 1962) è un politico ed economista tedesco, europarlamentare dal 2014 al 2019 e professore di macroeconomia presso l'Università di Amburgo, nonché fondatore ed ex leader del partito euroscettico Alternative für Deutschland e fondatore e co-leader del partito liberal-conservatore "Alleanza per il Progresso e Rinnovamento" poi diventato nel novembre del 2016, Riformatori Liberal-Conservatori (ex "Alliance for progress and renewal", abbreviato ALFA). Non ha vinto la rielezione nel 2019 ed è ritornato all'attività accademica..

## Biografia
Nato e cresciuto a Berlino, figlio di un ingegnere e di una insegnante di scuola. Nel 1969 si è trasferito ad Haan nel Nord Reno-Westfalia. Ha studiato economia, storia e filosofia all'Università di Bonn dal 1982 al 1984, dove si è laureato.
Durante la sua carriera Lucke ha studiato e lavorato in altre università prestigiose quali l'Università di Berkeley dal 1984 al 1987 e la Libera Università di Berlino nel 1991. Al momento della Riunificazione della Germania è entrato anche al Senato di Berlino. Ha lavorato inoltre presso l'Università della Columbia Britannica di Vancouver e da lì è arrivato stabilmente all'Università di Amburgo. È sposato e ha cinque figli ed è spesso presente alla televisione tedesca per i dibattiti politici.

## Lavoro economico
Nel 1994/95, Lucke pubblicò un documento di discussione che era l'unica analisi economica della politica di privatizzazione della Treuhandanstalt fino ad allora. Le sue indagini hanno dimostrato che alcune riduzioni dei prezzi di acquisto potevano aumentare il volume degli investimenti e che gli impegni di lavoro erano più elevati. Sebbene la crescita economica sia stata registrata, le misure sono state troppo costose per lo Stato dal punto di vista del bilancio.
Nel 1999, lo scienziato finanziario Burkhard Heer, professore all'Università di Augsburg, ha scritto un commento sulla ricerca di Lucke (Models of the Theory of Real Business Cycles with Endogenous Growth). In esso, evidenzia i suoi "risultati innovativi": "1. I modelli economici con crescita endogena non generano persistenza nel tasso di crescita della produzione di per sé" e "2. Una condizione sufficiente per generare la persistenza dell'output nei modelli di globuli rossi è l'assunzione che lo shock esogeno influenzi la variabile futura endogena".
Secondo Die Welt nel 2014 il Social Sciences Citation Index (SSCI) lo elenca con venti articoli.  Lucke è stato inserito nella classifica degli economisti "Top 250 Researchers Lifetime Achievement" del KOF Swiss Economic Institute al 176º posto (2010) e al 148º posto (2011) secondo l'Handelsblatt. Nel 2013 ha raggiunto il 240º posto nella classifica dei 317 "migliori ricercatori" tra i professori di economia dei paesi di lingua tedesca Queste classifiche si basano sulle pubblicazioni scientifiche degli economisti su riviste e sulla loro ricezione dall'inizio della loro carriera.
Secondo il politologo Oskar Niedermayer, Lucke è considerato un economista neoliberista. Rüdiger Bachmann ha dichiarato nel 2014: "La sua ricerca è contemporanea, ma non molto significativa o eccezionale – non ha perforato grandi tavole: con l'eccezione di un articolo, il suo numero di citazioni è limitato. Lucke è più un destinatario di ricerca economica che un produttore".  Harald Uhlig aggiunse nello stesso articolo che "[...] probabilmente oggi mi aspetterei un po' di più per ottenere una cattedra in una buona università, ma allora i tempi erano diversi". La nomina di Lucke era dovuta al fatto che era "uno dei pochi in Germania ad interessarsi della moderna teoria dell'equilibrio stocastico-dinamico in macroeconomia e capiva anche qualcosa sull'econometria delle serie temporali".

## Lavoro politico
Il 13 settembre 2013 Lucke fonda l'Alternative für Deutschland (AfD), un partito euroscettico, conservatore e anti-islamista che si è subito fatto avanti per le sue posizioni contro l'Unione europea.
Nonostante questo alle Elezioni federali in Germania del 2013 non ha ottenuto nessun seggio, seppur per poco. Durante un discorso a Brema il 24 agosto 2013, per la campagna elettorale, Lucke viene colpito con dello spray al pepe da estremisti di sinistra non arrecando, però, danni né a lui né alla folla.
Tra il 2014 e il 2015 il partito cresce. Alle Europee 2014 ottiene 7 seggi al Parlamento europeo e alle elezioni interne del 2015 Lucke viene sconfitto dalla sua vice, Frauke Petry, di idee più estremiste, entrata in carica dal 4 luglio. Sempre nel 2015, nelle elezioni regionali, l'AfD sfonda in grandi parti della Germania. In seguito a ciò il 9 luglio Lucke ha abbandonato il partito in quanto secondo lui ha preso una pista troppo radicale.
Di conseguenza il 19 luglio Lucke ha fondato un altro partito insieme ad altri membri fuoriusciti dall'AfD, l'"Alleanza per il Progresso e Rinnovamento" (ALFA), partito con posizioni più progressiste ma ugualmente euroscettiche di cui è stato leader fino a giugno 2016 quando è subentrata la compagna di partito Ulrike Trebesius, anche lei ex-AfD.
Nel novembre dello stesso anno il partito ha cambiato nome in Riformatori Liberal-Conservatori (LKR), nome che detiene tuttora, e riprendendo la linea del conservatorismo liberale.
Non viene rieletto al Parlamento europeo alle elezioni europee del 2019. Nell'ottobre 2019, Lucke ha lasciato la politica ed è tornata al lavoro accademico presso l'Università di Amburgo come insegnante di economia. Non è stato in grado di tenere due conferenze dopo essere stato aggredito da un attivista Antifa. Allo stesso tempo, il sindacato studentesco AStA ha chiesto la rimozione di Lucke dall'università a causa della sua passata associazione con l'AfD e per quello che hanno sostenuto essere il suo ruolo nell'aiutare l'ascesa dell'estrema destra in Germania.  Lucke ha anche rifiutato un'offerta da parte dell'università di ospitare lezioni online e più tardi quel mese è stato in grado di riprendere le lezioni sotto la protezione della polizia. Dal 2019 Lucke lavora anche come opinionista per Welt am Sonntag.

## Vita privata
Lucke è sposato e ha cinque figli. La famiglia vive a Winsen (Luhe) vicino ad Amburgo e ha una seconda casa a Neubrandenburg (Meclemburgo-Pomerania Anteriore), dove lavora la moglie. Lucke è membro della Chiesa Evangelica Riformata di Amburgo. In una pubblicazione, si è opposto alla "Confessione di fede di fronte all'ingiustizia economica e alla distruzione ecologica", che l'Alleanza Mondiale delle Chiese Riformate ha adottato alla sua Assemblea Generale ad Accra, in Ghana, nel 2004. In esso, sosteneva che la liberalizzazione dell'ordine economico aveva portato a un'elevata prosperità in paesi come la Corea del Sud, l'Australia, la Cina e l'India, anche in Giappone, dove era iniziata solo involontariamente e sotto la pressione militare degli Stati Uniti. Nella sua parrocchia ha guidato per anni il servizio dei bambini.
Secondo le sue stesse dichiarazioni, Lucke non possiede un'auto o un televisore.